# ラトビア人

ラトビア人（ラトビアじん、ラトビア語:latvieši; Latvians, Letts）は、ラトビア共和国（ラトビア）の基本住民を形成する民族。現在の総人口は凡そ150万人程である。移民により、ラトビア人は北米や西ヨーロッパなどにも広く分布している。彼らの母国語はバルト海の言語であるラトビア語であるが、ソビエト連邦のラトビア共和国ではロシア語が公用語であったため、多くのラトビア人が第二言語としてロシア語を習得し話すことが可能である。ラトビアの文化は、ドイツとロシアの支配下にあった長い期間の影響を受けており、特にカトリックの信仰が厚いラトガレでは、ポーランドの文化も色濃く残されている。その他のラトビア人の主な宗教はルーテル派が多い。また、少数のラトビア人は正教会に属している。
ラトビア人の民族形成は9世紀のころから民族形成の過程は始まるが、12世紀～13世紀のドイツ人（東方植民）の侵入によってその過程は遅らされ、15世紀～16世紀になってようやく終結した。著名なラトビア人に関してはラトビア人の一覧を参照。

## 歴史

### 先史時代
ラトビアに初めて人が来たのは、今から約10500年前であり、この時代には、矢じりや削り器、さまざまな鉄製の武器が当地の遺跡から発掘されている。最初の住人は、狩猟と採集で生活しており、ラトビア北部のマツァラカという町の近くで、北欧最大の石器時代の埋葬地が発見された。この遺跡は、約7000年前のものである。ラトビア地域の気候が温暖化するにつれ、森林が増加し、狩猟の対象種も増えていった。鹿、ビーバー、イノシシが最も多く狩猟された動物である。漁業の最初の痕跡は中石器時代にまで遡る。 新石器時代には、いわゆるナルヴァ文化がラトヴィアに広まったとされる。その後、この地域には樟脳文化や、新石器時代後期には舟鹿文化も生まれた。カンパニア文化によって、人口は大きく増加した。新石器時代後期には、異なるコミュニティ間で大規模な戦争が行われた痕跡が残っている。戦斧が出土し、集落は木の幹で作られた防護柵で囲まれるようにもなり、初期の都市が形成された。

### 青銅器時代
この間、青銅器は普及したが、原料不足から道具や生活品は木製品や骨製のものが一般的であった。また、2200年前までは、農業と畜産業が主な生業であり、耕作地の出現でラトビア農業は大きく発展した。青銅器時代には、城塚と呼ばれる要塞化された集落が作られるようになり、周囲の集落との争いも見られる。城の墳墓からは青銅が生産された痕跡が発見されている。青銅器は国内産のほか、南欧や中欧、さらには北欧からももたらされた。この後、紀元500年代には、ラトビアにも鉄器が広まった。

### 鉄器時代

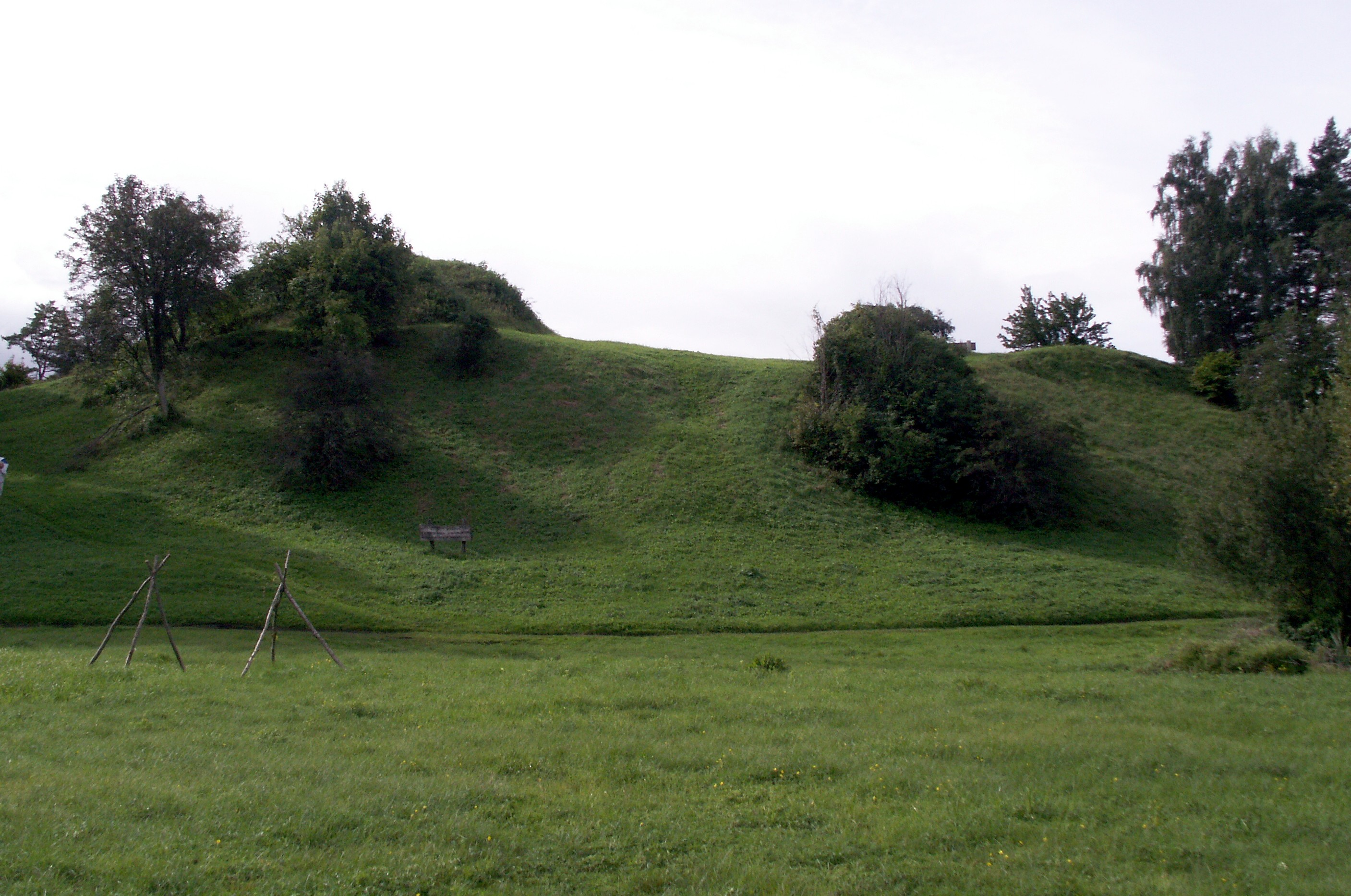
鉄器時代の城跡

初期鉄器時代に入ると、ラトビア地域の人口が増加が顕著となり、町に住む人が増え、城山などの要塞に住む人が減少した。鉄器時代後期には、本格的な城郭の建設が始まった。ラトビアでは、鉄器時代初期に様々な文化集団が形成され、それぞれの指導者を持つ小さな独立した地域ができ始めた。歴史時代以前は、主に埋葬の習慣の違いによって区別されていた。ヴィドゼメ、クーリンマー、ラトガレの北部にはエストニア人が、ヴァイナヨキ南部とラトガレの一部にはバルト海系の人々が住居していた。400〜800年代には、技術革新によりラトビアでより大規模に鉄製品が生産可能となり、500年代には、農業にプラウなどの耕作器具が導入された。農業鉄器具の技術進歩により、狩猟や漁労の重要性は低下し、これらは二次的な活動になっていった。ヴァイナヨキ川はドニエプル地方のバルト海とつながる役割を果たし、また、エストニアやバルト海の南東部とのつながりも強かった。500年代以降、ラトビアには新たなエストニア地域からの移住者が現れ、ラトビア北部のヴィドゼメやラトガレに定住するようになった。鉄器時代後期には、ラトビア地域の住民は、ドイツ騎士団に征服される13世紀までラトビア古代王国を形成した。ラトビア地域のリーダーは、多くの資料でラテン語でrex、つまり王と呼ばれていた。地方は、地元の豪族の中から選ばれた長老によって統治された。

### 中世

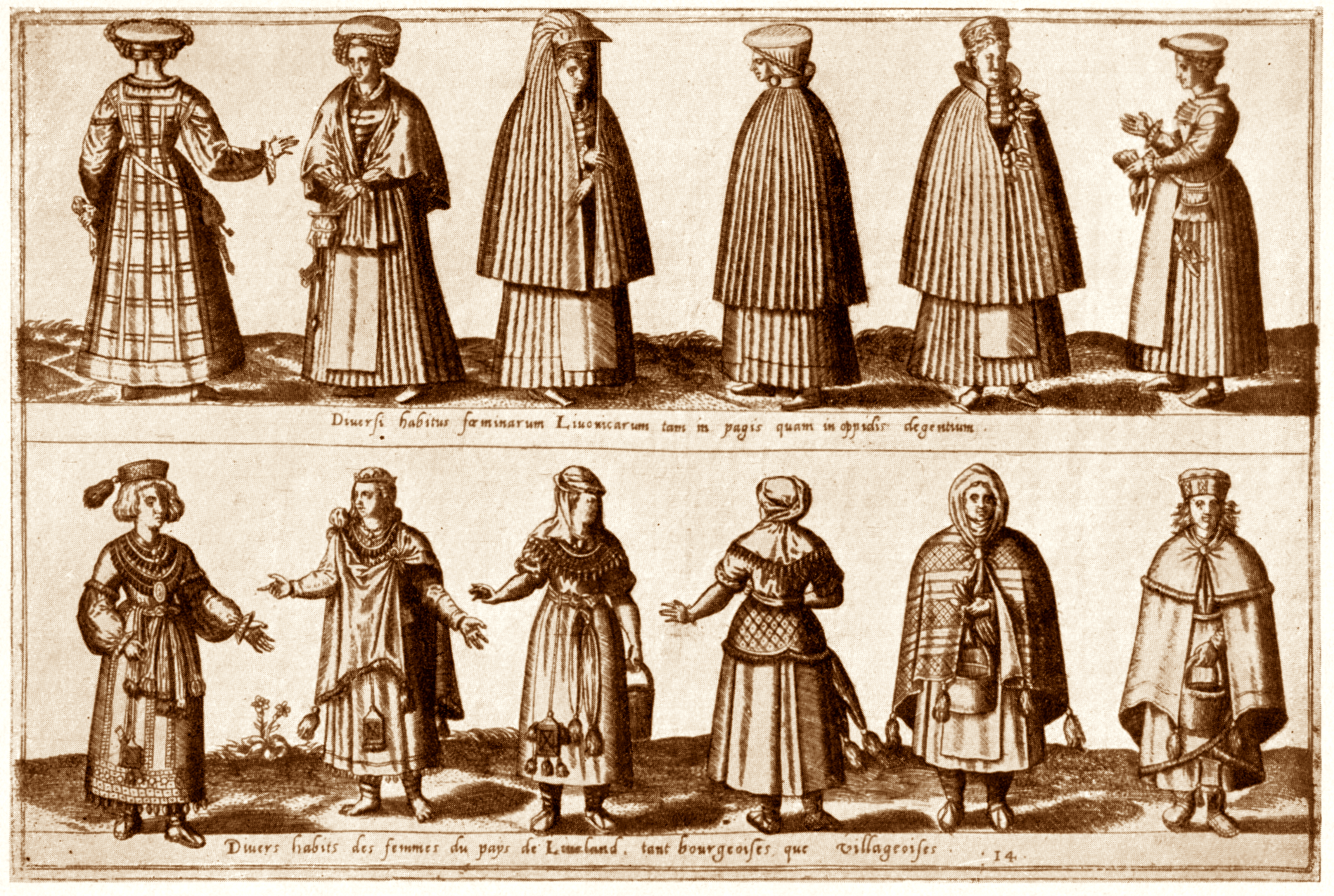
1500年代の絵に描かれたリヴォニアの人々

ゲルマン民族のバルト海沿岸地域への関心は1100年代に始まった。まず商人がやってきて、その後に地元の人々を改宗させようとする司祭や修道士が現れた。商人や神官はまずヴァイナヨキ川の河口に到着し、そこから内陸のリヴォニア地方に到着した。リヴォニア人が最初に遭遇したため、後にリヴィンマーという言葉はこの地域全体を指すようになった。リガは1201年に設立された後、ゲルマンの征服者たちの中心地となった。ラトビア人の服従は、例えばエストニア人に比べれば比較的抵抗もなく進んだ。1210年代には、ラトガレの独立した地方が制圧され、1209年、カルパル騎士団はラトガリの最重要指導者であるヴィスバルディスを、まず数人の有力な現地人と手を組んで攻撃し、騎士団はジェルシカにあるヴィスバルディスの城とその周辺の町を破壊した。アルベルト・フォン・ブクショーヴデンは、ヴィスヴァルディスに降伏し、部下として働くように説得し、彼はこれを承諾した。これにより、ヴィスヴァルトは領土を一時的に取り戻したが、1214年には早くも騎士団総長のアルベルトが領土の譲渡を強要した。1210年、アルベルトはヴィエスタード率いるセミガリアを破り、その多くはリトアニアに逃亡した。15世紀には、穀物価格の高騰を利用した農奴制が導入された。これにより多くのラトビア人が搾取され、犠牲となっていった。ラトビア地域では、騎士団による圧政に対して市民の不満が募り、これにポーランド王国が介入してリヴォニア戦争で騎士団は惨敗し徹底的に処刑され解散した。騎士団がラトビアに保有していた領土はポーランド・リトアニア王国の一部となったが、1561年に設立されたクールランド公国は1795年まで様々な自治を保っていた。

### スウェーデン王国時代
1629年にスウェーデンがポーランドからラトビア北部を征服し、クールランド公国とラトガリアンヴォイヴォデス県はポーランドの支配下に置かれることになった。長年の戦乱を経て、16世紀に40万人いたラトビアの人口は、1620年代には20万人にまで減少した。スウェーデン占領下のリヴォニアには約5万人、ラトガレにはほぼ同数のラトビア人がおり、戦禍の少ないクーリンランドには約10万人のラトビア人が住居していた。最も死亡率が高かったのは、1500年代後半から1600年代前半にかけてのラトビア地域におけるペストの流行によるものである。スウェーデン政府は、自発的にスウェーデンに加盟したエストニア州よりもリヴォニア州に対して発言力を与えていた。スウェーデンは、この地域のドイツ系貴族の力を弱め、この地域をより強固にスウェーデンに統合することを目指した。スウェーデンは、リヴォニア領地をスウェーデンの一部の農村貴族に与えるようになり、数十人のスウェーデン人が、最終的にリヴォニアの耕地の半分以上を支配することになった。。1695年から97年にかけて、ラトビアは相次いで大災害に見舞われ、最大で人口の20％が死亡する事態に陥るなど苦難の時代が続いた。

### ロシア時代
ラトビアは、大北方戦争後のウシカウプンキの和約により、他のスウェーデンのバルト海沿岸の領土とともにロシアに帰属することになった。リヴォニアとエストニアは、侵略後も特別な地位を維持することが許された。1795年、クールランドはロシアに降伏し、1817年、クーリンマー地域議会は農民の自由権を認め、農奴制を廃止することを決定した。1819年にはリヴォニアで、ラトガレでは1861年に農奴制を廃止することを決定した。この頃にラトビア人の民族意識が高まり、サンクトペテルブルクで学んだラトビア人の知識階級の間で1850年代にラトビア人意識が広まった。ロシアは、権力を握るとドイツ人貴族の特別な権利を制限する一方で、ラトビアの民族運動を抑圧するようになった。19世紀末、ラトビアでは多くの社会主義運動が展開され、その多くは1905年の革命後にボルシェビズムとなった。

### 第一次世界大戦と独立
第一次世界大戦中、ラトビアはドイツ軍に占領された。1915年にはヴァイナヨキ以南を、1918年には現在のラトビア全土を征服したが、ドイツ軍の撤退に伴い、ラトビア人民評議会は1918年11月18日に独立を宣言した。これに続いて同年11月14日にソビエト連邦共和国が宣言され、赤軍によるラトビア全土の占領が開始された。しかし、1919年にソ連国内の動乱により、一時断念し彼らはラトビアから撤退した。その後、ドイツ軍が追随し、再び独立派の政府が設立された。ドイツの侵攻後、いわゆるランデスフェア戦争が起こり、エストニア人はドイツ軍をラトビア北部からリガに追いやった。戦争は、周囲の列強の仲介で講和に至った。これにより、ラトビアで初めての近代的国家であるラトビア共和国が正式に建国された。しかし、それも20年足らずで、1939年、ソ連から最後通告を受け、エストニアやリトアニアと共に1940年、ソ連に併合された。。

### ソビエト連邦時代
1941年、NKVDはラトビア人15500人を検挙し、その多くがヴォークタとクラスノヤルスクなどのシベリアに移送された。第二次世界大戦中の1941年、ドイツはラトビアに侵攻した。ドイツ占領下において、いわゆるラトビア人独立組織フォレスト・ブラザーズは活動を開始し、1944年にドイツ軍がラトビアの大部分から撤退した後も、ソ連軍に対して活動を継続した。ラトビアは戦時中に人口の20-25％を失ったが、20万人以上がソ連の恐怖から西側へ逃れた。これらラトビア人移民は、スウェーデン、アメリカ、カナダ、イギリス、オーストラリアなどへ移住した。1945年には、ソ連によりさらに1万5千人のラトビア人が逮捕され、5万人が収容所行きとなった。悲劇はこれだけにとどまらず、1949年にはさらにひどい強制送還が行われ、14万から19万のラトビア人がシベリアに強制送還された。この年、ソ連の集団農場化が始まり、ソ連からのロシア人移民により、ラトビア国内でのラトビア人比率は52%に低下した。

### 現代
米ソ冷戦終結後の1991年にラトビアは再び独立し、ロシア軍は1994年までにラトビア国内から完全撤退した。独立直後、ラトビア議会にてソ連併合前の1940年6月17日にラトビア国民であった者とその子孫を新ラトビア国民としてカウントすることが決定された。海外駐在のラトビア人三世はすでに実質的に駐在国の文化に同化しているが、再び他地域へ再移住するなど、新たな移民も発生している。また、2003年にラトビアが欧州連合に加盟したことで、ラトビア国籍保持者はEU市民となり、EU域内での移住はさらに容易になった。

## 宗教

### キリスト教伝来以前
ラトビア領土がキリスト教騎士団に侵略される以前はアニミズムが主要な宗教であった。ディエフトゥリーバは、13世紀のキリスト教化以前のラトビア人の民族宗教を現代に蘇らせたとする新教徒運動である。

### カトリック伝来

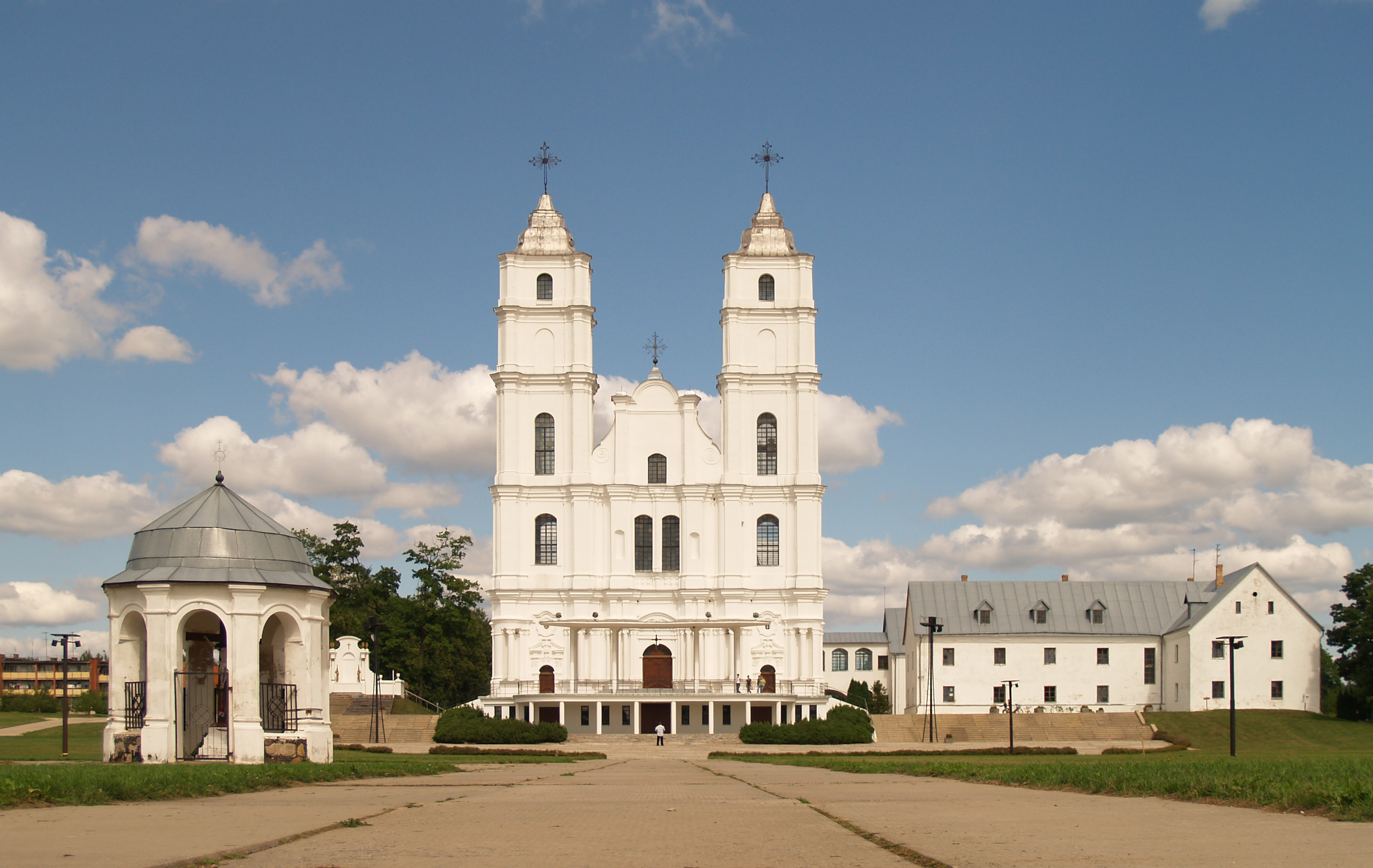
アグローナ聖母被昇天大聖堂はラトビアで最も重要なローマ・カトリック教会の一つ

ラトビア人はルター派とカトリック派が多い。カトリックは特に東部のラトガレ県に集中しており、その人口はラトガリアンとも呼ばれる。ラトビアには、クーリンマー（Kuurinmaa）のスイツ（Suits）のような小規模のカトリック少数派も存在する。現在のラトビアにキリスト教が伝来したのは、おそらく東ラトビアの1000年代以前であろう。988年、キエフ・ロシアはキリスト教を国教とした。ルドザには1170年代から正教会があり、ジェルジカには1200年代初頭にはまだいくつかの教会堂があった。カトリック教会は、ドイツ人とともにラトビアへ伝来し、1180年代、リヴォン人の領土に最初の西洋式教会が建てられた。バルト十字軍の後、東方教会の重要性は低下し、カトリック教会の重要性が高まった。リガはこの地域の宗教的中心地となり、いくつかの教会が建てられ、15世紀には人口の1.2%が聖職者や修道士であった。ラトガレとアルスンガ自治体ではローマカトリック教会が優勢であり、少数ながらラトビア正教会やその他の宗教団体に属している。 18世紀後半、小規模ながら活発なヘルンフート派運動が、ルター派の主流派に吸収されるまでラトビア文学文化の発達に重要な役割を担っていた。

### プロテスタント伝来
一方でプロテスタントであるルター派は、1521年、マルティン・ルターが起こした宗教改革によりリヴォニア地方に広がった。これに伴いルーテル教会がリガで活動を開始した。カトリックであるドイツ騎士団と司教団は覇権を失い始め、リヴォニアはやがて混乱に陥った。リヴォニア戦争では、ポーランドがリヴォニア領を征服した。ポーランド人は宗教改革を阻止しようとし、彼らはこの地域で失われたカトリック教会の地位の回復を推し進めた。特に田舎ではカトリックが再び根付き、都市部ではルター派が信仰を守り続けた。ルター派はゴットハルト・ケトラー公の時代にクールラントに広まり、公国の国教としてルター派教会を設立した。1629年にスウェーデンがこの地を征服すると、ルター派教会の凱旋行進が再び始まった。ラトガレはポーランドとのつながりを保っていたため、ルター派の影響を受けることはなかった。1700年代に入ると、ラトビアにも敬虔主義が広がり、ほとんど支持を得られなかったが、ヘルンフート復興の礎となった。1729年に最初のヘルンフート宣教師がこの地に到着し、1743年には聖職者や当局の反対により運動が禁止されたが、地下活動は継続された。1817年、ヘルンフート派に再び行動の自由が与えられた。しかし、彼らの活動に対する神学的批判から、この運動は衰退していった。
1840年代には、ラトビアやエストニアで、正教に改宗すれば土地を手に入れるチャンスが増えるという噂が流れ始めた。約45,000人のラトビア人が正教会に入信した。19世紀半ばからは、ラトビアにも洗礼が広まり、特にクラ地方に影響を与えた。ラトビア人の民族的覚醒に伴い、ルーテル教会の中に民衆の教会という考え方が生まれてきた。伝統的にルター派教会を支配してきたドイツ人聖職者が、その支配力を失い始めた。しかし、キリスト教は、新しい左翼思想から批判を受けるようになった。特に1905年の革命以降、キリスト教文化は衰退した。その後、教会内ではリベラルな告白主義者たちの間で対立が起こった。1930年当時、ラトビアの人口の56％がルーテル派、24％がカトリック、5％が正教徒であった。ラトビア民族は、カトリック教徒が75％、正教徒が30％を占めていた。ヴィドゼメ、クーリンマー、ゼムガレではルター派が優勢であり、ラトガレでは主にカトリックと正教会が住んでいたが、ルター派の人口はごくわずかであった。第一次世界大戦後、ラトビア教会とドイツ教会に分かれていたが、ルター派教会が多数派として確立した。

### ソ連支配下における宗教弾圧
1940年、ソ連のラトビア占領により、教会は大きく規制された。例えば、ラトビア大学の神学部は廃止された。1941年の移送では、多くの神父が収容所に移送された。ドイツ占領後、ラトビアの教会は秘密警察の管理下に置かれるようになった。ソ連がラトビアを再占領したとき、多くのラトビア人とルーテル教会の聖職者の半数以上が西側に逃亡した。しかし、ソ連では教会に対する態度が緩和され、礼拝の自由などが導入されていた。にもかかわらず、例えばラトビアでは約90のルーテル派教会が閉鎖された。カトリック教会は、ルター派教会よりもソ連時代をうまく乗り切った。教会の復興は、1980年代のソ連開放に始まり、ラトビアの独立で加速した。議会ではキリスト教政党プリマ・パトリアが台頭し、教会は政治に参入した。

## 遺伝子
ラトビア人のY染色体は、ある調査ではハプログループR1aとハプログループN1a1-Tatがそれぞれ39.9％である。別の調査ではハプログループR1aが39.5％、ハプログループN1a1-Tatが42.1％である。
R1aは東ヨーロッパ起源で、印欧語族サテム語に関連しており、ラトビア人ではR1aの下位系統のM558が集中して見られる。
ハプログループN1a1-Tatは東アジア起源でウラル語族の拡散に関連している。ヨーロッパではフィン・ウゴル系民族、バルト系民族、東スラヴ系民族に高頻度で、ラトビア人とリトアニア人では多くが下位系統のL550で占められている。
他にハプログループI1も10％弱見られる。